# Andrea Cappello
Andrea Cappello (circa 1444 – Roma, 24 agosto 1493) è stato un ambasciatore e banchiere italiano, cittadino della Repubblica di Venezia.

## Biografia
Nacque molto probabilmente a Venezia, figlio dell'illustre statista Vettore Cappello e di Lucia Querini. Secondo le genealogie di Marco Barbaro, nacque nel 1444, ma i registri di famiglia indicano che nacque qualche anno dopo. Da giovane, si impegnò nelle attività mercantili della famiglia, trascorrendo periodi all'estero, forse a Londra o a Bruges. Nel 1470 sposò Marina Barbarigo, figlia del futuro doge di Venezia, Marco Barbarigo. Andrea proseguì anche gli studi giuridici, visto che in alcuni documenti è qualificato come avvocato, e pare che avesse anche un certo gusto per le questioni erudite, visto che scelse come precettore del figlio il giovane e ancora sconosciuto umanista Marino Becichemo.
Nel 1480, insieme ai fratelli Alvise e Paolo Cappello e a Tommaso Lippomano, aprì un banco privato a Venezia; l'istituto si guadagnò rapidamente la benevolenza della Serenissima Signoria anticipando i pagamenti dell'ambasciatore della città a Genova e finanziando l'invio di soldati a Corfù. Una parte dei proventi della camera fiscale di Vicenza fu assegnata come garanzia. Il banco si affermò rapidamente come una delle maggiori imprese finanziarie del suo genere, accanto ai banchi Soranzo, Garzoni e Pisani. L'economia veneziana era però in una situazione precaria, anche a causa delle continue spese militari. I fratelli Cappello si ritirarono dall'attività nel 1485, lasciando che il loro socio Lippomano conducesse la banca al fallimento nel 1499; a quel tempo Lippomano rimase ancora in debito con i Cappello per la somma di 13.600 ducati.
Sebbene legato alla famiglia Barbarigo attraverso la moglie, alla morte del Doge Marco Barbarigo nel 1486, Andrea Cappello e i suoi fratelli si schierarono con le nuove case patrizie (i curti) contro il candidato delle vecchie famiglie patrizie (i longhi). Sebbene il candidato delle prime, Agostino Barbarigo, fratello di Marco, fosse stato eletto al dogato, ciò servì solo a coalizzare ancora di più le nuove casate contro i longhi. Anche dopo che il nuovo Doge pronunciò un appassionato discorso a favore della concordia in Gran Consiglio, Cappello passò ad Andrea Barbaro una lista delle 24 vecchie famiglie patrizie, con la raccomandazione di non votare nessuno dei loro candidati nelle altre magistrature della Repubblica di Venezia. La cosa fu portata a conoscenza di Barbaro, ma l'informatore, dopo aver indelicatamente alluso allo straordinario fatto del "fratello che succede al fratello", si ritrovò in esilio, mentre Cappello, forse protetto dai suoi legami familiari, non subì alcuna conseguenza.
Come membro del Senato veneziano e uomo di grande esperienza, il 7 febbraio 1492 fu eletto all'unanimità per sostituire Girolamo Donà come ambasciatore presso la Santa Sede. Fu accompagnato a Roma dal neoeletto ambasciatore di Ferdinando I di Napoli, Niccolò Michiel, entrando in città il 26 maggio. Con la morte di papa Innocenzo VIII, avvenuta poco dopo, la sua missione acquisì una nuova importanza, poiché la scelta di un nuovo papa avrebbe potuto alterare il precario equilibrio politico in Italia. Cappello giocò bene la partita diplomatica, affermando pubblicamente l'imparzialità della Repubblica di Venezia, ma partecipando attivamente ai retroscena che precedettero il conclave e alla vicenda dell'eleggibilità del patriarca di Venezia, Maffeo Gherardi, come membro votante del conclave. L'elezione di Rodrigo Borgia a papa Alessandro VI non piacque molto alla Repubblica, ma quattro ambasciatori straordinari furono inviati a rendergli omaggio e a lavorare al fianco di Cappello. Nei mesi successivi, Cappello partecipò a diverse cerimonie papali, occupando un posto d'onore, come durante il ricevimento dell'ambasciatore ottomano il 10 giugno 1493, quando occupò il primo posto tra gli ambasciatori presso la Santa Sede. La sua principale preoccupazione in quel periodo fu la conclusione di un nuovo accordo tra il Papa, Venezia e Milano. Nonostante l'iniziale riluttanza della Signoria, in aprile fu conclusa nella Camera Nova del Palazzo Apostolico una lega difensiva tra le tre parti, con la previsione dell'invio di inviti a tutti gli Stati italiani ad aderirvi. Un'ulteriore clausola garantiva il possesso di Milano da parte di Ludovico Sforza. Pochi giorni dopo la sua pubblicazione, il 25 aprile, la situazione in Italia cambiò quando si seppe dell'intenzione di Carlo VIII di Francia di rivendicare il Regno di Napoli. La Lega fu di fatto sciolta, anche se l'11 giugno Cappello ricevette istruzioni per consentire l'adesione del Ducato di Ferrara ad essa.
Cappello non visse abbastanza per vedere la massiccia invasione francese dell'Italia nella Prima Guerra d'Italia, morendo a Roma il 24 agosto 1493. Fu sostituito da Paolo Pisani, che arrivò in città il 19 dicembre. Cappello fu riportato a Venezia per la sepoltura, ma non è certo che sia stato sepolto nella chiesa di chiesa di Sant'Elena, dove era stato sepolto suo padre.